# Anders Nilsson (stadsplanerare)

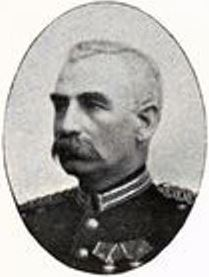
Anders Nilsson

Anders Nilsson, född 9 september 1844 på gården Äspöholm i Äspö socken, Malmöhus län, död 1936, var en svensk militär, ingenjör, stadsplanerare och kommunalpolitiker.
Efter studier vid Tekniska elementarskolan i Malmö 1864–66 avlade Nilsson officersexamen vid Krigsskolan Karlberg 1870. Han blev underlöjtnant vid Södra skånska infanteriregementet samma år, löjtnant 1878, var kapten 1889–1901 och major i armén 1899–1916. Han var nivellör och avdelningsingenjör vid statens järnvägsbyggnader 1872–76 och anställd vid Statens Järnvägars tredje distrikts byrå 1877–92.
Åren 1898–1920 var han stadsingenjör i Malmö, där han introducerade den österrikiske stadsplaneraren Camillo Sittes idéer. Det innebar exempelvis att han introducerade ett medeltidsinspirerat organiskt format gatunät med krökta gator, oregelbundna kvartersformer och små platsbildningar. Endast en liten del av de omfattande planer som Nilsson gjorde för Malmös expansion kom till utförande, eftersom första världskriget innebar att byggandet stod mer eller mindre stilla under nästan 10 år. Exempel på stadsdelar som Nilsson planerade är Östervärn och Nya Bellevue. Gator som Friisgatan, Baltzarsgatan (den del som idag går genom kvarteret Ellenbogen), Brogatan (den nyare delen från 1909), Simrishamngatan (vid Nobelvägen), Vårgatan och Värnhemsgatan har alla krökar som är resultat av Nilssons stadsplaner. Nilsson var också ansvarig för de förändringar som skedde i staden inför Baltiska utställningen år 1914, till exempel breddningen av Hamngatan och Slottsgatans förlängning genom Gamla begravningsplatsen. Han är också känd för de förnämliga kartor över staden som han upprättade. Åren 1894–1914 var han ledamot av Malmö stadsfullmäktige och 1894–1919 drätselkammaren.
I Malmö kallades han i regel "major Nilsson", och sedan år 1935 är Major Nilssonsgatan där uppkallad efter honom.